# Барио Сан Антонио (Сан Хуан Лалана)
Барио Сан Антонио (шп. Barrio San Antonio) насеље је у Мексику у савезној држави Оахака у општини Сан Хуан Лалана. Насеље се налази на надморској висини од 464 м.

## Становништво
Према подацима из 2010. године у насељу је живело 9 становника.

### Хронологија
| Година       | 2000         | 2005         | 2010 |
| ------------ | ------------ | ------------ | ---- |
| Становништво | 87 (42 / 45) | 76 (35 / 41) | 9    |

### Попис
| # | Индикатор                     | Вредност |
| - | ----------------------------- | -------- |
| 1 | Укупно домаћинстава           | 2        |
| 2 | Укупно насељених домаћинстава | 2        |
| 3 | Величина локације             | 1        |